# Estadio Vital Rodrigues
El Estadio Vital Rodriges es un estadio de fútbol ubicado en Caracaraí, Roraima, Brasil.  Está equipado con césped natural y su  capacidad es de 3.000 personas.